# 工藤じゅんきの人生は映画とともに
工藤じゅんきの人生は映画とともに（くどうじゅんきのじんせいはえいがとともに）はSTVラジオで放送されている番組。

## 概要
STVラジオで長年放送されている工藤じゅんきの映画番組。週末の映画情報や昔懐かしい映画音楽などを紹介する。 工藤じゅんきの思い出シネマ→工藤じゅんきの映画的人生→工藤じゅんきの人生総天然色（2005年 - 2018年3月）と続いている。ナイターインは休止の期間もあり、2012年から3年程休止ののち2015年復活。早朝の放送の後2018年より「工藤じゅんきの人生は映画とともに」のタイトルとなった。

## テーマ曲
オープニング：ニコラ・ピオヴァーニ「Abbiamo Vinto （僕は勝った）」の後半部分（「ライフ・イズ・ビューティフル」オリジナル・サウンドトラック）

## 放送時間
- 月曜 19:30 - 20:00 (2024年4月 - ）

過去の放送時間
- 土曜 20:30 - 21:00
- 土曜 19:30 - 20:00
- 日曜 18:30 - 19:00（2009年10月 - 2010年3月）
- 日曜 22:00 - 22:30（ - 2010年9月）
- 日曜 20:00 - 20:30（ - 2011年4月3日）
- 土曜 19:30 - 20:00（2011年10月8日 - 2012年3月）
- 金曜 20:00 - 20:30（2015年10月 - ）
- 土曜 07:00 - 07:30（2017年4月 - 、歌謡イベント放送により休止の場合があった）
- 土曜 07:00 - 07:15（2017年10月 - 、家族草子の放送により15分短縮）
- 土曜 21:00 - 21:30（2018年4月 - 、野球中継により休止の場合もある）
- 土曜 17:30 - 18:00（2021年4月 - 9月）
- 土曜 18:30 - 19:00（2021年10月 - 2022年3月）
- 月曜 00:30 - 01:00（2022年7月11日：通常放送時間に参議院議員選挙関連番組放送の為）
- 日曜 22:30 - 23:00（2022年4月 - ）

## リンク
- 工藤じゅんきの人生は映画とともに

| スタブアイコン | サブスタブ | この項目は、まだ閲覧者の調べものの参照としては役立たない、ラジオ番組に関連した書きかけの項目です。この項目を加筆・訂正などしてくださる協力者を求めています（P:ラジオ/PJ:放送番組）。 |